# Ronald Foguenne
Ronald Foguenne, né le 10 août 1970 à Dolhain en Belgique, est un footballeur international belge actif durant les années 1990 et au début des années 2000 qui joue au poste de défenseur ou de milieu de terrain.
Il a pris sa retraite sportive en 2005. Depuis 2008 s'est reconverti comme entraîneur et a occupé le poste d'adjoint dans plusieurs clubs de divisions inférieures de la région liégeoise.

## Biographie

### En club

#### Débuts prometteurs
Ronald Foguenne commence le football à l'âge de neuf ans dans le club de son village de naissance, le Royal Dolhain Football Club, qui est également un des plus anciens du pays. En 1986, il est repéré par le RFC Liège où il part terminer sa formation. Il intègre le noyau de l'équipe première au début de la saison 1990-1991 et joue son premier match officiel à l'occasion de la Supercoupe de Belgique contre le FC Bruges. Il devient rapidement titulaire dans l'entrejeu liégeois et participe notamment à la Coupe des vainqueurs de coupe, où le club est éliminé en quarts de finale par la Juventus. Il conserve sa place dans le onze de base de l'équipe durant trois ans puis décide de quitter le club pour rejoindre le RFC sérésien, fraîchement promu parmi l'élite.

#### Ronald Foguenne devient international
Après un bon début de saison où il est titularisé pendant les sept premiers matches puis est écarté de l'équipe de base. Après une saison et malgré la troisième place finale synonyme de qualification pour la prochaine Coupe UEFA, Ronald Foguenne décide de quitter le club pour rejoindre La Gantoise. Il y retrouve une place de titulaire en milieu de terrain et attire les recruteurs du Standard de Liège, qui le convainquent de revenir dans la Cité ardente. À Sclessin, il réalise un début de saison tonitruant, inscrivant trois buts lors de ses quatre premiers matches. Ces bonnes prestations lui valent d'être appelé en équipe nationale pour disputer la rencontre amicale face à l'Allemagne à l'occasion du centenaire de l'Union belge. Trois semaines plus tard, il joue son second et dernier match avec les « Diables Rouges » face au Danemark. En fin de saison, le Standard fusionne avec son ancien club, le RFC sérésien, et le joueur se retrouve excédentaire dans le noyau professionnel. Il retourne alors à La Gantoise.

#### Retour à La Gantoise
Ronald Foguenne retrouve sa position dans le onze de départ gantois mais sa fin de saison est gâchée par une grave blessure survenue en février 1997. Il revient au début de la saison suivante au cours de laquelle il joue dans un rôle plus offensif et inscrit neuf buts, la meilleure performance de sa carrière. Lors de la saison 1999-2000, il est victime de blessures à répétition qui lui coûtent sa place dans l'équipe de base. Il joue à peine 18 rencontres sur l'année, dont seulement sept comme titulaire. En fin de championnat, il est laissé libre par le club et il rejoint alors le Sporting Charleroi.

#### Blessures à répétition et fin de carrière
Ronald Foguenne entame sa première saison à Charleroi dans la peau d'un titulaire mais après trois matches, il se blesse une nouvelle fois sérieusement et reste écarté des terrains pendant cinq mois. Il revient dans le noyau à la fin du mois de janvier 2001 mais après avoir disputé une rencontre complète en février, il est de nouveau blessé pour une longue période. Ses problèmes physiques le handicapent régulièrement et après deux ans et demi et seulement douze matches joués au club, il est licencié par celui-ci en janvier 2003. Il décide alors de quitter le football professionnel pour aller terminer sa carrière au RCS Verviétois, convainvu par l'ancien joueur Benoît Thans. Même s'il ne parvient pas à éviter au club la relégation en Promotion en fin de saison, il choisit de rester à Verviers pour l'aider à remonter au niveau supérieur. C'est chose faite en 2005 quand le club décroche le titre de champion dans sa série. Ronald Foguenne décide alors d'arrêter définitivement sa carrière de joueur.

### En sélections nationales
Ronald Foguenne est sélectionné en équipe nationale des moins de 19 ans à quatre reprises en 1989. Deux ans plus tard, il joue deux rencontres avec les espoirs. Chez les « A », il doit attendre 1995 pour être appelé une première fois pour disputer une rencontre amicale face à l'Allemagne dans le cadre du centenaire de la Fédération belge de football. Il joue son second et dernier match la même année face au Danemark lors des éliminatoires de l'Euro 1996. Il ne sera plus jamais rappelé par la suite.

### Reconversion
En 2008, Ronald Foguenne est nommé entraîneur-adjoint au RRC Hamoir, en Division 3. Le club est relégué en Promotion en fin de saison. En décembre 2012, il démissionne en compagnie de l'entraîneur Stéphane Huet et de l'entraîneur des gardiens Jean-François Lecomte. Une semaine plus tard, le trio rejoint La Calamine que les trois compères dirigent jusqu'à leur limogeage en fin de saison 2013-2014.
L'indissociable trio s'occupera ensuite pendant deux saisons des espoirs du RFC Seraing avant de prendre la direction du Stade Disonais en P1 liégeoise. Foguenne et ses collègues n'y resteront qu'une seule saison avant d'opter pour l'URSL Visé. Deux années et une promotion en Division 1 Amateur plus tard, Stéphane Huet et son fidèle adjoint jettent l'éponge après seulement 6 journées à l'entame de la saison 2019-2020.

## Statistiques

### En club
| Saison                | Club                  | Championnat           | Championnat | Championnat | Championnat | Coupe nationale | Coupe nationale | Coupe nationale | Coupe de la Ligue | Coupe de la Ligue | Coupe de la Ligue | Supercoupe | Supercoupe | Supercoupe | Compétition(s) continentale(s) | Compétition(s) continentale(s) | Compétition(s) continentale(s) | Compétition(s) continentale(s) | Total | Total | Total |
| Saison                | Club                  | Division              | M.          | B.          | P.d.        | M.              | B.              | P.d.            | M.                | B.                | P.d.              | M.         | B.         | P.d.       | Comp.                          | M.                             | B.                             | P.d.                           | M.    | B.    | P.d.  |
| 1990-1991             | RFC Liège             | Division 1            | 16          | 4           | 0           | 3               | 0               | 0               | -                 | -                 | -                 | 1          | 0          | 0          | C2                             | 2                              | 0                              | 0                              | 22    | 4     | 0     |
| 1991-1992             | RFC Liège             | Division 1            | 33          | 1           | 0           | 3               | 0               | 0               | -                 | -                 | -                 | -          | -          | -          | -                              | -                              | -                              | -                              | 36    | 1     | 0     |
| 1992-1993             | RFC Liège             | Division 1            | 21          | 2           | 0           | 2               | 0               | 0               | -                 | -                 | -                 | -          | -          | -          | -                              | -                              | -                              | -                              | 23    | 2     | 0     |
| Sous-total            | Sous-total            | Sous-total            | 70          | 7           | 0           | 8               | 0               | 0               | -                 | -                 | -                 | 1          | 0          | 0          | -                              | 2                              | 0                              | 0                              | 81    | 7     | 0     |
| 1993-1994             | RFC Seraing           | Division 1            | 29          | 3           | 0           | 2               | 0               | 0               | -                 | -                 | -                 | -          | -          | -          | -                              | -                              | -                              | -                              | 31    | 3     | 0     |
| 1994-1995             | KAA La Gantoise       | Division 1            | 29          | 4           | 0           | 2               | 0               | 0               | -                 | -                 | -                 | -          | -          | -          | -                              | -                              | -                              | -                              | 31    | 4     | 0     |
| 1995-1996             | Standard de Liège     | Division 1            | 28          | 4           | 0           | 1               | 0               | 0               | -                 | -                 | -                 | -          | -          | -          | C3                             | 2                              | 0                              | 0                              | 31    | 4     | 0     |
| 1996-1997             | KAA La Gantoise       | Division 1            | 19          | 1           | 0           | 2               | 0               | 0               | -                 | -                 | -                 | -          | -          | -          | -                              | -                              | -                              | -                              | 21    | 1     | 0     |
| 1997-1998             | KAA La Gantoise       | Division 1            | 30          | 9           | 1           | 1               | 0               | 0               | 1                 | 0                 | 0                 | -          | -          | -          | -                              | -                              | -                              | -                              | 32    | 9     | 1     |
| 1998-1999             | KAA La Gantoise       | Division 1            | 27          | 4           | 2           | 1               | 0               | 0               | -                 | -                 | -                 | -          | -          | -          | -                              | -                              | -                              | -                              | 28    | 4     | 2     |
| 1999-2000             | KAA La Gantoise       | Division 1            | 16          | 0           | 2           | 2               | 0               | 0               | -                 | -                 | -                 | -          | -          | -          | -                              | -                              | -                              | -                              | 18    | 0     | 2     |
| Sous-total            | Sous-total            | Sous-total            | 92          | 14          | 5           | 6               | 0               | 0               | 1                 | 0                 | 0                 | -          | -          | -          | -                              | -                              | -                              | -                              | 99    | 14    | 5     |
| 2000-2001             | Charleroi SC          | Division 1            | 5           | 0           | 0           | -               | -               | -               | -                 | -                 | -                 | -          | -          | -          | -                              | -                              | -                              | -                              | 5     | 0     | 0     |
| 2001-2002             | Charleroi SC          | Division 1            | 6           | 0           | 0           | -               | -               | -               | -                 | -                 | -                 | -          | -          | -          | -                              | -                              | -                              | -                              | 6     | 0     | 0     |
| 2002-2003             | Charleroi SC          | Division 1            | 1           | 0           | 0           | -               | -               | -               | -                 | -                 | -                 | -          | -          | -          | -                              | -                              | -                              | -                              | 1     | 0     | 0     |
| Sous-total            | Sous-total            | Sous-total            | 12          | 0           | 0           | -               | -               | -               | -                 | -                 | -                 | -          | -          | -          | -                              | -                              | -                              | -                              | 12    | 0     | 0     |
| 2002-2003             | RCS Verviers          | Division 3B           | 9           | 2           | 0           | -               | -               | -               | -                 | -                 | -                 | -          | -          | -          | -                              | -                              | -                              | -                              | 9     | 2     | 0     |
| 2003-2004             | RCS Verviers          | Promotion D (D4)      | 8           | 0           | 0           | -               | -               | -               | -                 | -                 | -                 | -          | -          | -          | -                              | -                              | -                              | -                              | 8     | 0     | 0     |
| 2004-2005             | RCS Verviers          | Promotion D (D4)      | 24          | 4           | 0           | 3               | 0               | 0               | -                 | -                 | -                 | -          | -          | -          | -                              | -                              | -                              | -                              | 27    | 4     | 0     |
| Sous-total            | Sous-total            | Sous-total            | 41          | 6           | 0           | 3               | 0               | 0               | -                 | -                 | -                 | -          | -          | -          | -                              | -                              | -                              | -                              | 44    | 6     | 0     |
| Total sur la carrière | Total sur la carrière | Total sur la carrière | 301         | 38          | 5           | 22              | 0               | 0               | 1                 | 0                 | 0                 | 1          | 0          | 0          | -                              | 4                              | 0                              | 0                              | 329   | 38    | 5     |

### En sélections nationales
| Saison                | Sélection             | Phases finales        | Phases finales | Phases finales | Phases finales | Éliminatoires CDM | Éliminatoires CDM | Éliminatoires CDM | Éliminatoires EURO | Éliminatoires EURO | Éliminatoires EURO | Matchs amicaux | Matchs amicaux | Matchs amicaux | Total | Total | Total |
| Saison                | Sélection             | Compétition           | M              | B              | Pd             | M                 | B                 | Pd                | M                  | B                  | Pd                 | M              | B              | Pd             | M     | B     | Pd    |
| --------------------- | --------------------- | --------------------- | -------------- | -------------- | -------------- | ----------------- | ----------------- | ----------------- | ------------------ | ------------------ | ------------------ | -------------- | -------------- | -------------- | ----- | ----- | ----- |
| 1995-1996             | Belgique              | -                     | -              | -              | -              | -                 | -                 | -                 | 1                  | 0                  | 0                  | 1              | 0              | 0              | 2     | 0     | 0     |
| Total sur la carrière | Total sur la carrière | Total sur la carrière | -              | -              | -              | -                 | -                 | -                 | 1                  | 0                  | 0                  | 1              | 0              | 0              | 2     | 0     | 0     |

### Matchs internationaux
| Matchs internationaux de Ronald Foguenne, | Matchs internationaux de Ronald Foguenne, | Matchs internationaux de Ronald Foguenne, | Matchs internationaux de Ronald Foguenne, | Matchs internationaux de Ronald Foguenne, | Matchs internationaux de Ronald Foguenne, | Matchs internationaux de Ronald Foguenne, | Matchs internationaux de Ronald Foguenne,                           |
| #                                         | Date                                      | Lieu                                      | Adversaire                                | Résultat                                  | Compétition                               | Club                                      | Notes                                                               |
| ----------------------------------------- | ----------------------------------------- | ----------------------------------------- | ----------------------------------------- | ----------------------------------------- | ----------------------------------------- | ----------------------------------------- | ------------------------------------------------------------------- |
| 1                                         | 23 août 1995                              | Stade Roi Baudouin, Bruxelles, Belgique   | Allemagne                                 | D 1 - 2                                   | Match amical                              | Standard de Liège                         | Entre en jeu à la place de Rudi Smidts à la 46e minute de jeu.      |
| 2                                         | 6 septembre 1995                          | Stade Roi Baudouin, Bruxelles, Belgique   | Danemark                                  | D 1 - 3                                   | Éliminatoires de l'Euro 1996              | Standard de Liège                         | Entre en jeu à la place de Gunther Schepens à la 55e minute de jeu. |

## Palmarès

### En club
|  |  | RCS Verviers - Championnat de Belgique de quatrième division (1) : - Champion : 2005 (Promotion D) |